# Eubrianax edwardsi
Eubrianax edwardsi is een keversoort uit de familie keikevers (Psephenidae). De wetenschappelijke naam van de soort werd in 1874 gepubliceerd door John Lawrence LeConte.